# Jüdischer Friedhof (Schöneberg/Hunsrück)
Der Jüdische Friedhof Schöneberg/Hunsrück ist ein Friedhof in der Ortsgemeinde Schöneberg (Hunsrück) im Landkreis Bad Kreuznach in Rheinland-Pfalz.
Der jüdische Friedhof liegt südlich des Ortes im Distrikt „Auf dem Gerstenberg“. Er ist erreichbar über einen von der Straße nach Hergenfeld (unweit der Kreuzung beim Sportplatz) östlich zum Waldrand abzweigenden Feldweg.
Auf dem 1362 m² großen Friedhof, der im 19. und 20. Jahrhundert belegt wurde, befinden sich fünf Grabsteine. Sie datieren zwischen 1885 und 1924. Wann der Friedhof genau angelegt wurde, ist nicht bekannt. Vermutlich wurde er in der NS-Zeit weitgehend abgeräumt. Ein Teil der Steine ist wohl unter dem überwuchernden Unkraut verschwunden. Soweit das möglich war, wurde der Friedhof nach 1945 wieder hergerichtet.